# أليغو فيليز
أليغو فيليز (بالإسبانية: Alejo Vélez)‏ هو منافس ألعاب قوى إسباني، ولد في 1 مايو 1968 في كارينينا في إسبانيا.

## روابط خارجية
- أليغو فيليز على موقع Paralympic.org (الإنجليزية)
- أليغو فيليز على موقع اللجنة البارالمبية الإسبانية (الإسبانية)